# (8731) Tejima
(8731) Tejima est un astéroïde de la ceinture principale.

## Description
(8731) Tejima est un astéroïde de la ceinture principale. Il fut découvert le 19 novembre 1996 à Ōizumi par Takao Kobayashi. Il présente une orbite caractérisée par un demi-grand axe de 2,31 UA, une excentricité de 0,12 et une inclinaison de 7,3° par rapport à l'écliptique.

## Compléments